# Trichoplusia phytolacca
Trichoplusia phytolacca là một loài bướm đêm trong họ Noctuidae.